# Hans Teengs Gerritsen

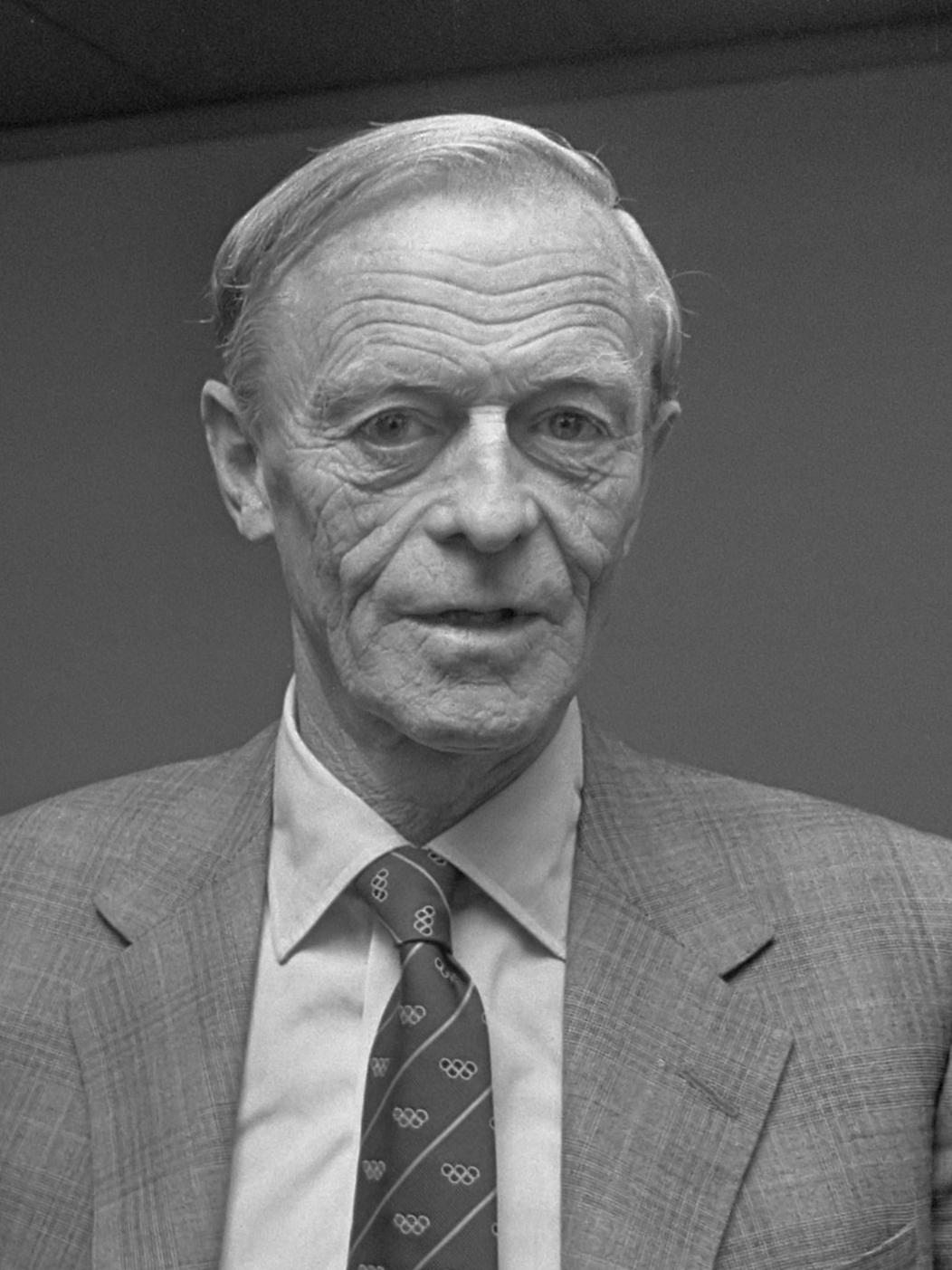
Hans Teengs Gerritsen (1972)

Johan (Hans) Teengs Gerritsen (Amersfoort, 29 december 1907 – Den Haag, 7 oktober 1990) was een Nederlands zakenman, lobbyist en verzetsstrijder.

## Biografie
Gerritsen werd geboren als zoon van de Amersfoortse graanhandelaar Carel Victor Gerritsen (1881-1918) en Charlotte Henriette Teengs (1885-1950). De geslachtsnaam Teengs werd in 1956 bij koninklijk besluit toegevoegd. Hij was het neefje van Aletta Jacobs en Carel Victor Gerritsen (1850-1905). In 1930 volgde hij een cursus aan de Handelshogeschool van Lausanne. Hij leerde daar de nog onbekende prins Bernhard zur Lippe-Biesterfeld kennen, die later de Nederlandse prins-gemaal zou worden. De betrekkingen met het Koninklijk Huis werden hecht en Gerritsen zou door de prinsessen "oom Hans" worden genoemd. In Lausanne had hij ook kennisgemaakt met ijshockey. Terug in Nederland werd Gerritsen lid van de Haagse Hockey en IJshockeyclub (HHIJC). Hij debuteerde in het nationale ijshockeyteam tijdens de Europese- en Wereldkampioenschappen in Davos.
Gerritsen werkte voor de KLM en was verbonden aan de militaire inlichtingendienst GS III. Tijdens de Tweede Wereldoorlog maakte hij deel uit van de inlichtingendienst van de Ordedienst. Hij werd in 1942 gearresteerd. Hanns Rauter zou persoonlijk zijn executie hebben tegengehouden, waarna hij naar Natzweiler-Struthof werd overgebracht en later naar Dachau. Na de capitulatie van Duitsland organiseerde hij samen met enkele andere Nederlandse gevangenen, onder wie Carel Steensma en W.L. Brugsma, een autobus waarmee het gezelschap naar Nederland reisde. De bus werd aanvankelijk bij Vaals tegengehouden omdat de inzittenden niet over geldige papieren beschikten.
Na de oorlog was Gerritsen bewaker van Rauter, die Gerritsen zou hebben gevraagd of deze hem niet kon executeren. Hij was werkzaam bij het Bureau Nationale Veiligheid, vanaf 12 juli 1945 als tweede man van de opsporingsdienst, onder Wim Sanders.
Later werd hij lobbyist voor de vliegtuigindustrie. Hij werd vanaf 1 februari 1960 bij de Californië Divisie van Lockheed aangenomen als consultant voor Nederland en België. In 1962 werd Teengs Gerritsen consultant voor het hele Lockheed-concern in Nederland. Vanaf augustus 1967 was hij ook als consultant werkzaam voor Northtrop. In 1976 werd zijn handelen als lobbyist onderzocht in het kader van de Lockheed-affaire. Teengs Gerritsen werd van alle blaam gezuiverd en diende een klacht in tegen het weekblad Nieuwe Revu wegens een tendentieus artikel van Wim Klinkenberg over zijn vermeende rol in de Lockheed-affaire. De commissie ontdekte wel dat in 1964 Teengs Gerritsens salaris bij Lockheed flink verlaagd was. Hem werd door Lockheed verteld dat hij dit kon compenseren met zijn onkostenvergoeding. Volgens de commissie zag Teengs Gerritsen dit als een uitnodiging om zijn onkostenvergoeding tot het maximumbedrag op te krikken met echte en fictieve rekeningen. Zo declareerde Teengs Gerritsen maaltijden met ministers en senatoren die nooit hadden plaatsgevonden. In het Lockheed-rapport wordt opgemerkt dat men dit bij Lockheed geweten heeft en dit ook wel kon begrijpen.
Hij was intussen woordvoerder geworden van oud-verzetsstrijders die protesteerden tegen het vrijlaten van de Drie van Breda. In 1988 veranderde hij van gedachten en was hij een van de ondertekenaars van 'de groep van negentien', die op 5 juli 1988 aan minister Frits Korthals Altes van Justitie een brief overhandigden waarin gepleit werd voor de vrijlating van de Duitse oorlogsmisdadigers Ferdinand aus der Fünten en Franz Fischer, de twee overlevenden van de Drie van Breda die een levenslange gevangenisstraf uitzaten. Teengs Gerritsen behoorde tot de delegatie die de brief overhandigde. Mede op grond van dit schrijven werden de twee in januari 1989 vrijgelaten.
Teengs Gerritsen was lid van de zuiveringscommissie die na de oorlog door de Nederlandse IJshockey Bond werd ingesteld en werd later erelid van de bond. In 1988 werd de Hans Teengs Gerritsen Wissel Bokaal ingesteld, een prijs voor ijshockeyteams in de na-competitie. Daarnaast was hij van 6 mei 1969 tot 1973 bestuurslid van het Nederlands Olympisch Comité (vanaf 18 juni 1970 vicevoorzitter).
De laatste jaren van zijn leven woonde Teengs Gerritsen in Wassenaar. Hij overleed op 82-jarige leeftijd na een auto-ongeluk aan een hartaanval.
- Gemeinsame Normdatei: 143604236
- International Standard Name Identifier: 0000 0001 1546 0227
- Nederlandse Thesaurus van Auteursnamen: 325704058
- Virtual International Authority File: 168601650
- WorldCat: E39PBJymFTTWTDThYvMFgTTmBP